# Сюянь-Маньчжурский автономный уезд
Сюя́нь-Маньчжу́рский автоно́мный уе́зд (кит. упр. 岫岩满族自治县, пиньинь Xiùyán Mǎnzú zìzhìxiàn) — автономный уезд в городском округе Аньшань, провинция Ляонин, КНР. Название «Сюянь» означает «скала, изрытая пещерами».

## История
Во времена киданьской империи Ляо эти земли входили в состав уезда Хуэйнун (会农县). Когда в 1115 году была образована чжурчжэньская империя Цзинь, в этих местах был создан посёлок Данин (大宁镇). В 1193 году посёлок Данин был поднят в статусе, став уездом Сюянь (秀岩县). Во времена монгольской империи Юань уезд был расформирован.
Во времена империи Мин в 1633 году был основан город Сюянь (岫岩城). Во времена империи Цин в 1772 году был создан Сюяньский комиссариат (岫岩厅). В 1876 году Сюяньский комиссариат был поднят в статусе до области Сюянь (岫岩州). После Синьхайской революции в Китае была проведена реформа структуры административного деления, в ходе которой области были ликвидированы, и в 1913 году область Сюянь была преобразована в уезд Сюянь (岫岩县) провинции Фэнтянь (в 1929 году переименованной в Ляонин).
После того, как японцы захватили китайский Северо-Восток, и образовали в 1932 году марионеточное государство Маньчжоу-го, провинции Ляонин было возвращено название Фэнтянь. В 1934 году в Маньчжоу-го было произведено изменение административно-территориального деления, и уезд Сюянь вошёл в состав новой провинции Аньдун. После Второй мировой войны государство Маньчжоу-го было ликвидировано, и было восстановлено административно-территориальное деление Китайской Республики.
После образования КНР уезд Сюянь вошёл в состав провинции Ляодун. В 1954 году провинции Ляодун и Ляоси были объединены в провинцию Ляонин, которая была разделена на «специальные районы», уезд Сюянь вошёл в состав Специального района Аньдун (安东专区). В 1958 году специальные районы были расформированы, и уезд Сюянь перешёл под юрисдикцию властей Аньдуна (в 1965 году переименованного в Даньдун). В 1985 году уезд Сюянь был преобразован в Сюянь-Маньчжурский автономный уезд.
В 1992 году Сюянь-Маньчжурский автономный уезд был передан из подчинения властям Даньдуна в подчинение властям Аньшаня.

## Административное деление
Уезд делится на 1 уличный комитет, 18 посёлков и 3 волости.